# Duncan Siemens
Duncan Siemens, född 7 september 1993, är en kanadensisk professionell ishockeyspelare som spelade senast för Colorado Avalanche i National Hockey League (NHL).
Han har tidigare spelat på NHL-nivå för Colorado Avalanche och på lägre nivåer för San Antonio Rampage och Lake Erie Monsters i AHL samt askatoon Blades i WHL.
Siemens draftades i första rundan i 2011 års draft av Colorado Avalanche som elfte spelare totalt.
Han skrev på ett PTO-kontrakt (Professional Try Out) med Calgary Flames i september 2018, men inget spelarkontrakt erbjöds efter försäsongen.

## Statistik
| 2006–2007  | Sherwood Park Flyers Bantam AAA | AMBHL      | 29  | 4  | 4   | 8   | 86  | —  | — | — | — | —  |
| 2007–2008  | Sherwood Park Flyers Bantam AAA | AMBHL      | 32  | 14 | 22  | 36  | 54  | —  | — | — | — | —  |
| 2008–2009  | Sherwood Park Kings Midget AAA  | AMHL       | 34  | 5  | 13  | 18  | 68  | 11 | 2 | 6 | 8 | 24 |
|            | Saskatoon Blades                | WHL        | 2   | 0  | 1   | 1   | 2   | —  | — | — | — | —  |
| 2009–2010  | Saskatoon Blades                | WHL        | 57  | 3  | 17  | 20  | 89  | 7  | 0 | 0 | 0 | 11 |
| 2010–2011  | Saskatoon Blades                | WHL        | 72  | 5  | 38  | 43  | 121 | 10 | 1 | 3 | 4 | 15 |
| 2011–2012  | Saskatoon Blades                | WHL        | 57  | 6  | 22  | 28  | 91  | 4  | 1 | 1 | 2 | 10 |
|            | Lake Erie Monsters              | AHL        | 3   | 0  | 0   | 0   | 2   | —  | — | — | — | —  |
| 2012–2013  | Saskatoon Blades                | WHL        | 70  | 3  | 29  | 32  | 109 | 4  | 0 | 1 | 1 | 2  |
| 2013–2014  | Lake Erie Monsters              | AHL        | 46  | 1  | 3   | 4   | 45  | —  | — | — | — | —  |
| 2014–2015  | Colorado Avalanche              | NHL        | 1   | 0  | 0   | 0   | 0   | —  | — | — | — | —  |
|            | Lake Erie Monsters              | AHL        | 54  | 0  | 6   | 6   | 57  | —  | — | — | — | —  |
| 2015–2016  | San Antonio Rampage             | AHL        | 53  | 1  | 6   | 7   | 90  | —  | — | — | — | —  |
| 2016–2017  | Colorado Avalanche              | NHL        | 3   | 0  | 0   | 0   | 2   | —  | — | — | — | —  |
|            | San Antonio Rampage             | AHL        | 73  | 2  | 5   | 7   | 100 | —  | — | — | — | —  |
| 2017–2018  | Colorado Avalanche              | NHL        | 16  | 1  | 1   | 2   | 23  | 5  | 0 | 0 | 0 | 0  |
|            | San Antonio Rampage             | AHL        | 45  | 1  | 6   | 7   | 47  | —  | — | — | — | —  |
| NHL totalt | NHL totalt                      | NHL totalt | 20  | 1  | 1   | 2   | 25  | 5  | 0 | 0 | 0 | 0  |
| AHL totalt | AHL totalt                      | AHL totalt | 274 | 5  | 26  | 31  | 341 | —  | — | — | — | —  |
| WHL totalt | WHL totalt                      | WHL totalt | 258 | 17 | 107 | 124 | 412 | 25 | 2 | 5 | 7 | 38 |